# Reservas de petróleo en Irán

Infraestructuras y yacimientos de petróleo y gas de Irán

Las reservas de petróleo en Irán, según su Gobierno, son las terceras mayores del mundo, con aproximadamente 136 000 millones de barriles (21,6×10^9 m³) hasta 2007. Se desconoce la producción posterior o el volumen corriente, aunque ocuparía el segundo lugar si no se tienen en cuenta las reservas canadienses de petróleo no convencional. Esto es aproximadamente el 10 % del total de las reservas mundiales de petróleo conocidas. Irán es el cuarto mayor productor de petróleo y es el segundo productor de la OPEP, después de Arabia Saudita. Hasta 2006 se calcular que estaba produciendo 3,8 millones de barriles por día (600×10^3 m3/d) de petróleo crudo, equivalente al 5% de la producción mundial. A tasas de producción de 2006, las reservas de petróleo de Irán durarían 98 años, si es que no se encuentran nuevos yacimientos. El volumen total de estas reservas están privatizadas en un 15 % por el consorcio petrolero Zadco también a su vez en los Emiratos Árabes.
La producción iraní alcanzó un máximo de 6 Mbbl (950×10³ m³/d) en 1974, pero ha sido incapaz de producir a esa tasa desde la revolución iraní de 1979 debido a una combinación de inestabilidad política, la guerra con Irak , la inversión limitada, las sanciones por parte de EE. UU., y una alta tasa de declinación natural. Los campos petroleros maduros de Irán están en necesidad de técnicas de recuperación como la inyección de gas para mantener la producción, que está disminuyendo a una tasa anual de aproximadamente el 8% en tierra y 10% en alta mar. Con la tecnología actual solo se puede extraer del 20% al 25% del petróleo de los embalses carbonatados de Irán, un 10% menos que el promedio mundial. Se estima que 400 000-700 000 bbl/d de producción de crudo se pierden anualmente debido a la disminución en los campos petroleros maduros.
Irán consumía 1,6 Mbbl (250×10³ m³/d) de su propio petróleo en 2006. El consumo interno está aumentando debido a una creciente población y grandes subsidios del gobierno a la gasolina, lo que reduce la cantidad de petróleo disponible para exportación y contribuye a un déficit presupuestario del gobierno. Debido a la falta de capacidad de refinación, Irán es el segundo mayor importador de gasolina en el mundo después de Estados Unidos. Los precios del petróleo en los últimos años han permitido a Irán a acumular cerca de $60 000 millones en reservas internacionales, pero no han ayudado a resolver los problemas económicos como el alto desempleo y la inflación.
De acuerdo con NIOC, las reservas líquidas de hidrocarburos recuperables de Irán a finales de 2006 fueron de 138,4 millones de barriles.
Además de estas reservas considerables, desde el principio de la industria petrolera en Irán en 1908 a finales de 2007, Irán produjo unos 61 millones de barriles de petróleo.
Las reserva de petróleo de Irán a principios de 2001, eran reportadas en cerca de 99 millones de barriles, sin embargo, en 2002, el resultado de un estudio de NIOC mostró enormes reservas ascendentes, añadiendo unos 31,7 millones de barriles de reservas recuperables a las reservas de petróleo iraní.